# Johann Philipp Manz
Johann Philipp Josef Ludwig Manz (* 19. August 1726 in Mainz; † um 1812 vermutlich in Sobernheim oder Monzingen) war ein Verwaltungsjurist im Dienst der Fürsten von Salm-Kyrburg in Kirn und der Ersten Französischen Republik in Sobernheim.

## Leben
Johann Philipp Manz war ein Sohn des Kurfürstlich Mainzer Advokaten Joseph Thomas Mantz (* um 1680/90; † 1756) und seiner Frau (⚭ 1716) Anna Regina Elisabeth Diel (* um 1683; † 1758). Sein Vater, ein Sohn des Franziscus Servilianus Manz (* 1648; † nach 1692) aus Ellwangen und der Anna Maria Theresia Sprenger aus Comburg, kam aus Heiligenstadt im kurmainzischen Eichsfeld an die Alte Universität Mainz, erwarb den Dr. jur. utr. und war ab 1742 außerordentlicher Professor (um 1751 Subsenior) der Mainzer Juristenfakultät. Ein Bruder des Vaters, Johann Philipps Onkel Johann Caspar Mantz (* um 1690; † 1774/76) aus Mergentheim (Mariae-Vallensis), war kurmainzischer Regierungssekretär und Kriegskommissar und wurde 1763 zum Titular-Hofrat ernannt.
Johann Philipps Bruder Peter Caspar Ignatius Mantz (* 1717; † nach 1766) wurde 1739 Advokat am Reichskammergericht in Wetzlar und war später Konsulent des Klosters Schöntal. Der Bruder Bernhard Joseph Manz (* 1722; † nach 1746) war ebenfalls Jurist. Die Mutter Regina Manz geborene Diel wurde zwei Jahre nach dem Tod ihres Mannes in Kirn beigesetzt.
Im Dezember 1741 immatrikulierte sich Johann Philipp Manz an der Universität Mainz, 1744 erwarb er das Baccalaureat. Manz war nach dem Studium 20 Jahre Landschreiber und 23 Jahre Hofrat der Fürsten von Salm-Kyrburg in Kirn. 1761 wurde er mit einer Ernennung zum Hofpfalzgrafen ausgezeichnet. 1784 wurde Manz Nachfolger von Johann Adam Grüsner als Direktor der salmschen bzw. wild- und rheingräflichen (gemeinschaftlich Salm-Kyrburg und Salm-Salm) Lehenkanzlei in Kirn. Kanzleidirektor Manz und Hofkammerrat Peter Heinrich Anton Brentano († 1817) bildeten gemeinsam die Beständige Kommission zur Verwaltung der Schulstiftung des Fürsten Johann Dominik Albert zu Salm-Kyrburg für das Collegium patrum piarum scholarum (Piaristenkolleg) zu Kirn.
Manz’ Nachfolger als Kanzlei- und Lehendirektor war ab 1787 für eine kurze Zeit Franz Xaver von Zwackh. Ab 1789 übernahm der erste Hofrat Manz – inzwischen bereits pensioniert – wieder die kommissarische Leitung der Kanzlei. Eine historische Ausarbeitung, die der Kirner Regierungsrat und Archivar Georg Friedrich Schott 1790/91 im Auftrag des Fürsten Friedrich III. Otto von Salm-Kyrburg verfasst hatte, wurde von Kanzleidirektor Manz vor der Veröffentlichung revidiert. Die Schrift stellt die Kyrburg als „die erste und fürnehmste Burg“ des Nahegaus dar, in dem jetzigen Fürsten Friedrich III. Otto von Salm-Kyrburg sei „wieder der erste Landgraf des alten Nahegaues in all seiner Herrlichkeit erwachet“. Nach der französischen Besetzung des Linken Rheinufers 1794 endete die Herrschaft der Fürsten von Salm in Kirn.
Bürger Philipp Manz wurde am 10. April 1798 Friedensrichter (juge de paix) des Kantons Sobernheim. Nach einem Verzeichnis vom September 1799 gehörten zu seinem Bereich die Gemeinden (communes) Auen, Bockenau, Boos, Burgsponheim, Daubach, Eckweiler (mit dem Wohnplatz Entenpfuhl bei Pferdsfeld), Gebroth, Horbach, Ippenschied, Langenthal, Martinstein, Monzingen, Nußbaum, Oberstreit, Pferdsfeld, Rehbach, Sobernheim, Sponheim, Thalböckelheim (mit dem Rotherhof), Waldböckelheim (mit Steinhardt und dem Marienpforterhof), Weiler (mit dem Gonraderhof), Winterbach sowie Winterburg.
Im Verfahren gegen die Bande des „Schinderhannes“ Johannes Bückler leistete Manz Amtshilfe für das Mainzer Spezialgericht unter dem Vorsitz von Georg Friedrich Rebmann. Er verhörte 1798 in Monzingen (wo er seinen Wohnsitz unterhielt) den Komplizen Peter Petry, „Sohn des schwarzen Peters“, und untersuchte die Umstände der Flucht, als Petry jun. aus dem Gefängnis entwich. Im März 1800 vernahm Manz den Schweinehirten Johann Peter Kost als Zeugen über einen Straßenraub der Bande am Steinhardter Hof. Im amtlichen Verzeichnis des Département de Rhin-et-Moselle wird Friedensrichter Manz noch für das Jahr 1812 aufgeführt. Im selben Jahr scheint er verstorben zu sein.

## Familie
Im Februar 1752 heiratete Johann Philipp Manz in Kirn Maria Christina Grüsner (Griesnerin) († nach 1812), die wahrscheinlich eine Schwester des Salm-Kyrburger Hofrates Johann Adam Grüsner war und aus Erfurt kam. Kinder von Johann Philipp Manz und Christina Griesner waren:
1. Johann Nepomuk Joseph Thomas (≈ 13. Oktober 1755. † 15. Juli 1758), gestorben in Kirn; Taufpaten waren Johann Adam Grüsner und der Großvater Joseph Thomas Manz,
2. Klara Christina Nepomuceria (≈ 12. Dezember 1760),
3. Maria Christina Nepomuca (≈ 17. Februar 1765),
4. Johanna Sophia Nepomuca (≈ 2. Oktober 1766),
5. Josef Colestantius[24] Johann Nepomuk (≈ 22. August 1768),
6. Johann Caspar (* um 1770/75; † nach 1790), 1789/90 als Student aus Kirn in Mainz belegt,[1] hörte 1790 Staats-Polizei-Wissenschaft an der Kameralfakultät bei Georg Adam Merget († nach 1817) und besuchte um 1790/91 ein Kolleg von Franz Joseph Bodmann,[16]
7. Josepha Polexina (≈ 30. Mai 1771; † verm. 4. Mai 1858), gestorben vermutlich in Mannheim als Witwe des Finanzrates Accisor Jakob Hoffmann,[25]

Die Namensgebung der Kinder zeigt eine tiefe Verehrung des 1729 heiliggesprochenen Johannes Nepomuk. Auch ein Sohn des Bruders Peter Caspar Ignatius Mantz hieß „Peter Joseph Nepomuk“.